# پیرت کالدا
پیرت کالدا (استونیایی: Piret Kalda؛ زادهٔ ۴ فوریهٔ ۱۹۶۶) بازیگر تئاتر، تلویزیون و سینما اهل استونی است.
از فیلم‌ها یا برنامه‌های تلویزیونی که وی در آن نقش داشته‌است می‌توان به شمشیرباز اشاره کرد.